# Brillant (motorfiets)
Brillant is een Frans historisch merk van motorfietsen.
De bedrijfsnaam was: Félix Bosse, Paris.
Brillant was een van de eerste Franse motorfietsmerken. Het begon al in 1903 met de productie van motorfietsen, waarbij de klanten konden kiezen voor inbouwmotoren van Peugeot en Zürcher. De productie werd echter al in 1904 beëindigd.